# Ново-Граббевская
Ново-Граббевская — исчезнувшая станица в Зимовниковском районе Ростовской области. Станица располагалась на левом берегу реки Большая Куберле, напротив места впадения в неё реки Двойная.

## История
Основана в 1931 году в результате переселения калмыков из станицы Граббевской, оказавшейся за пределами образованного в 1929 году Калмыцкого национального района. Место для нового населённого пункта было выбрано на левом берегу реки Куберле, между станицей Иловайской и хутором Зюнгар, в 4—5 километрах от районного центра — станицы Кутейниковской. Новый населённый пункт получил название станица Ново-Граббевская.
Переселение продолжалось в течение двух лет. Общественные здания: школы, клуб, контору, амбары и другие хозяйственные постройки разбирали, перевозили на быках, лошадях к новому местожительству. По генеральному плану застройки новая станица строилась в четыре ряда, с одной главной улицей, по которой пролегала дорога. Начальная школа постепенно превратилась в неполную среднюю школу-семилетку (НСШ). В 1938 году состоялся первый выпуск семилетней школы. Функционировал клуб, где показывали кинофильмы, когда приезжала кинопередвижка. Были фельдшерский пункт, магазин, почта. Станица стала центром Граббевского сельсовета Калмыцкого района Ростовской области.
В декабре 1943 года из станицы было выселено 68 семей. Они попали в Боготольский, Тюхтетский районы Красноярского края, частично поселены в Новосибирской области. В марте 1944 года Граббевский сельсовет был передан в состав Зимовниковского района. В июле 1948 года исключён из учётных данных как несуществующий.
После реабилитации калмыцкого народа и восстановления
национальной автономии многие граббевцы из Сибири сразу переехали в Калмыцкую АССР, в большинстве своем в Городовиковский и Яшалтинский районы..